# Tell Me Why (chanson des Beatles)
Pour les articles homonymes, voir Tell Me Why.
Pistes de A Hard Day's Night
And I Love Her Can't Buy Me Love
Tell Me Why est une chanson des Beatles composée par John Lennon et créditée Lennon/McCartney parue sur l'album A Hard Day's Night. Il s'agit d'un rock rapide chanté en harmonie, inspiré des chansons de girls groups américains comme les Shirelles. Les paroles rapportent le discours d'un homme délaissé par sa petite amie et cherchant à comprendre les raisons de son départ. Elles cachent des interrogations plus personnelles de Lennon sur la mort de sa mère, Julia.
La chanson est enregistrée en huit prises le 27 février 1964 et publiée le 10 juillet. Elle est également interprétée lors d'une scène de concert durant le film A Hard Day's Night. Elle a fait l'objet de quelques reprises, notamment par les Beach Boys.

## Genèse
Tell Me Why est composée par John Lennon en prévision de la bande originale du premier film des Beatles, A Hard Day's Night. Il s'agit d'un morceau rapide utilisé pour la scène de concert à la fin du film, avec Can't Buy Me Love et She Loves You. Pour ce faire, il s'est inspiré de ce que les Shirelles ou les Chiffons auraient composé, comme il l'explique dans une interview de 1980 : « Tell Me Why... il leur fallait une autre chanson enlevée et j'ai simplement pondu ça. C'était comme une chanson d'un girl group noir de New York ».

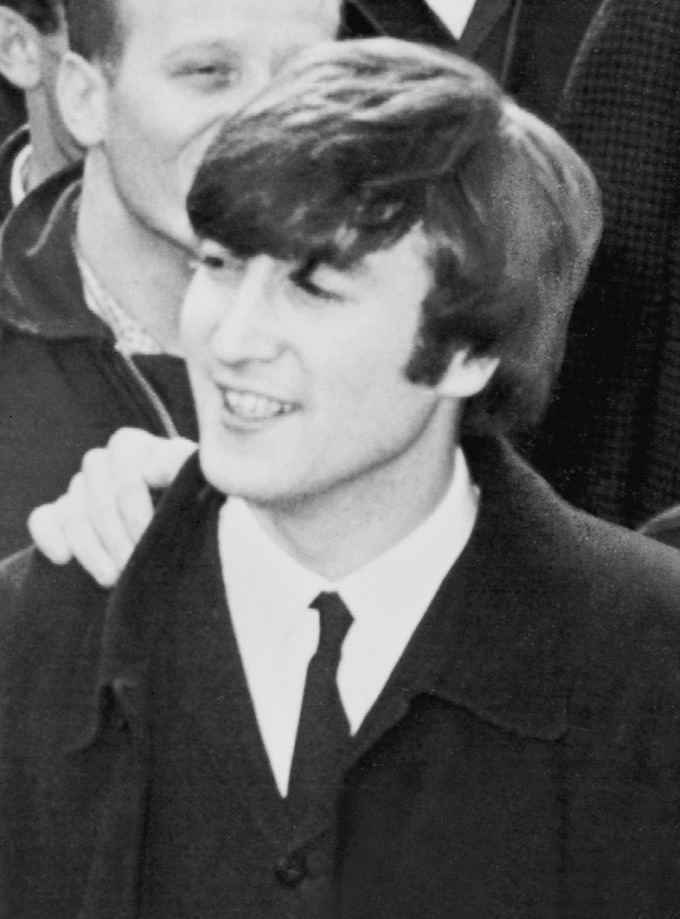
Tell Me Why est une composition de John Lennon se rapportant, inconsciemment, à sa vie personnelle.

Les paroles de la chanson trouvent une inspiration — inconsciente — dans le vécu de Lennon. Elles parlent en effet d'un homme abandonné par sa petite amie, lui demandant pourquoi elle est partie, et ce qu'il a fait de mal pour en arriver là. Cela fait écho aux sentiments éprouvés par le compositeur d'avoir été abandonné par sa mère, Julia, morte en 1958. Ces références de Lennon à ses douleurs, inconscientes dans son œuvre au sein des Beatles, sont finalement révélées lorsqu'il suit la thérapie primale du docteur Arthur Janov, aboutissant à des chansons beaucoup plus personnelles et affirmées dans sa carrière solo, avec notamment les chansons Mother et My Mummy's Dead.

## Enregistrement
Les Beatles enregistrent Tell Me Why entre deux autres chansons du film, And I Love Her et If I Fell le 27 février 1964 aux studios EMI de Londres. Huit prises sont réalisées pour que le groupe obtienne le résultat voulu.
Le 3 mars, elle est mixée en mono par George Martin et Norman Smith, puis en stéréo le 22 juin,.

## Interprètes
- John Lennon : chant, guitare rythmique
- Paul McCartney : basse, chœurs
- George Harrison : guitare solo, chœurs
- Ringo Starr : batterie
- George Martin : piano

## Parution et reprises
Tell Me Why est publiée sur la face A de l'album A Hard Day's Night le 10 juillet 1964 au Royaume-Uni. Aux États-Unis, elle paraît sur l'album du même nom (qui présente une sélection de chansons différentes), ainsi que sur l'album Something New sorti le 20 juillet. La chanson est également présente dans le film A Hard Day's Night, lors de la scène finale qui rapporte un concert télévisé du groupe. La partie de chant de John Lennon y est différente de celle de la version publiée sur le disque.
Tell Me Why a fait l'objet de peu de reprises. Les Beach Boys se sont cependant prêtés à l'exercice en 1965, de même que Les Lionceaux, sous le titre Dis-moi pourquoi ?. Le groupe April Wine l'a également repris en 1982.

### Publication en France
La chanson arrive en France en septembre 1964 sur la face B d'un 45 tours EP (« super 45 tours ») titré 4 Garçons dans le vent - Chansons du film ; elle est accompagnée  de And I Love Her. Sur la face A figurent A Hard Day's Night et I Should Have Known Better. La pochette de ce disque est illustrée d'une photo du groupe poursuivi par des bobbies, tirée  d'une scène du film.

## Analyse musicale
La chanson est en apparence un rock assez classique au tempo rapide. Une de ses particularités est le passage d'un refrain en mode majeur à des couplets en mode mineur. Elle contient également un certain nombre d'accords dissonants.
Les parties de chant sont interprétées en harmonie, avec John Lennon en voix principale, et Paul McCartney et George Harrison aux chœurs.
La technique du fausset y est également utilisée un bref passage, vers 1:36, créant une curiosité du public similaire à celle qu'engendrera quelques mois plus tard l'introduction de la chanson I Feel Fine.